# Living As Ghosts With Buildings As Teeth
Living As Ghosts With Buildings As Teeth es el cuarto álbum de estudio de la banda de metal progresivo estadounidense Rishloo.
El álbum iba a ser lanzado originalmente como el primer disco de The Ghost Apparatus, banda creada por los miembros de Rishloo tras la partida del vocalista Andrew Mailloux. Fue financiado a través de Kickstarter en 2013, e iba a titularse "Neon Wardrums".
Andrew Mailloux regresó al grupo durante la campaña de Kickstarter y el álbum fue lanzado con su título actual y con el viejo nombre de la banda.

## Lista de canciones
Todas las canciones compuestas por Rishloo.

| N.º   | Título                  | Duración |  |
| 1.    | «The Great Rain Beetle» | 5:35     |  |
| 2.    | «Landmines»             | 6:14     |  |
| 3.    | «Dead Rope Machine»     | 5:44     |  |
| 4.    | «Dark Charade»          | 10:46    |  |
| 5.    | «Salutations»           | 4:42     |  |
| 6.    | «Radio»                 | 4:38     |  |
| 7.    | «Winslow»               | 6:33     |  |
| 8.    | «Just a Ride»           | 6:22     |  |
| 51:00 |                         |          |  |

## Créditos
- Sean Rydquist: bajo
- Jesse Smith: batería
- David Gillett: guitarra
- Andrew Mailloux: voz